# Hilfe, meine Schwester kommt!
 Hilfe, meine Schwester kommt! ist ein deutscher Film des Regisseurs Dirk Regel aus dem Jahr 2008. Die Erstausstrahlung war am 24. Oktober 2008 auf dem Fernsehsender ARD zu sehen. Der Film lässt sich dem Genre der Familienkomödie zurechnen.

## Handlung
Luisa und Jenny sind Zwillinge, dennoch sind sie sehr unterschiedlich. Letztere ist die chaotische Träumerin, während Luisa die durchorganisierte Frau verkörpert, die Beruf und Haushalt ohne weiteres zu vereinbaren vermag. Luisas Leben ändert sich, als Jenny für ein paar Tage zu ihr zu Besuch kommt. Genervt verlässt Luisa das Haus und begleitet Jennys Freund und sein Improvisationstheater nach Italien. Die zwei Schwestern tauschen die Rollen im Leben: Jenny übernimmt Luisas Platz im Haushalt und Beruf und verliebt sich in Luisas Chef, währenddessen wird Luisa Schauspielerin in Jennys Theatertruppe. Der Film wurde in München und am Starnberger See gedreht.

## Kritik
„Stereotype (Fernseh-)Komödie um zwei ungleiche Schwestern, die nicht nur die Rollen, sondern auch zu beiderseitigem Zugewinn die (Lebens-)Perspektiven tauschen.“